# Estadio Mundial 82
El estadio Mundial 82 es un estadio de fútbol ubicado en la ciudad de Logroño, La Rioja, España. Pertenece al Ayuntamiento de Logroño y está gestionado por la Federación Riojana de Fútbol.